# Đậu dải trắng rốn nâu

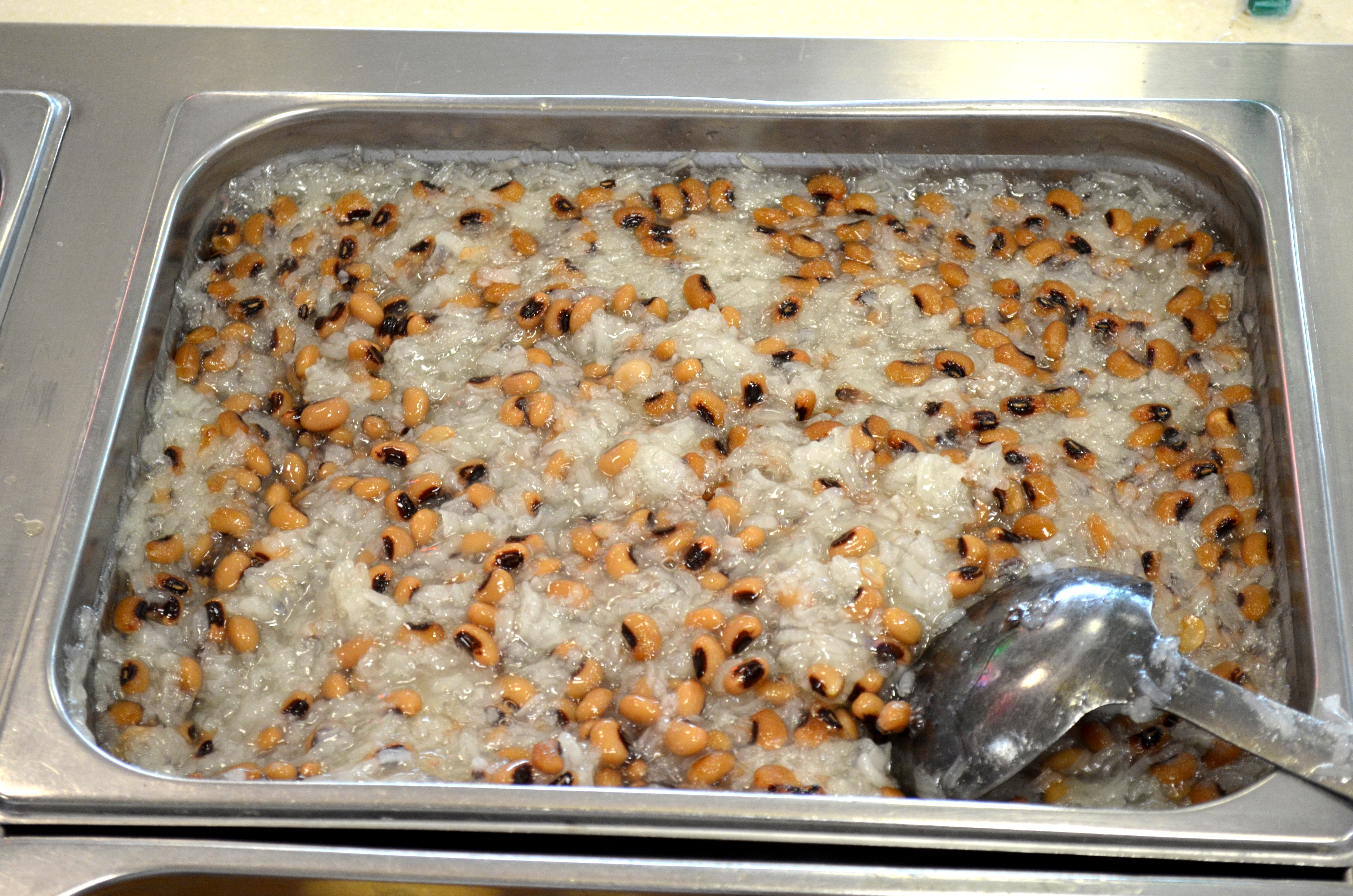
Chè đậu trắng ở Việt Nam

Đậu dải trắng rốn nâu hay đậu mắt đen, đậu trắng (tiếng Tày: thua khao) (danh pháp hai phần: Vigna unguiculata subsp. unguiculata), là một phân loài thực vật thuộc họ Đậu.
Trước đây, phân loài này được xếp trong chi Phaseolus. Vigna unguiculata subsp. dekindtiana là phân loài đậu dại và Vigna unguiculata subsp. sesquipedalis phân loài đậu trồng có liên hệ gần.
Vigna unguiculata subsp. unguiculata được trồng chủ yếu ở châu Phi và châu Mỹ Latinh, với nhiều giống khác nhau. Tại Việt Nam chỉ có một giống có hoa màu trắng, quả giống đậu đũa nhưng rộng hơn, vỏ già màu trắng, hạt to và hơi dẹt, màu trắng, có vết nâu quanh rốn. Quả non dùng làm rau xanh, hạt dùng nấu xôi, nấu chè... Cây trồng ở Lạng Sơn, Cao Bằng.
Đậu dải trắng rốn nâu có thể được thuần hóa đầu tiên ở Tây Phi nhưng hiện nay trồng nhiều ở châu Á;nó được di thực vào miền nam Hoa Kỳ vào đầu thế kỉ 17.
Hạt đậu dải trắng rốn nâu chứa nhiều calci (211 mg trong 1 cup serving), folate (209mcg) và vitamin A (1.305 IU) cùng nhiều chất dinh dưỡng khác.

## Thư viện ảnh

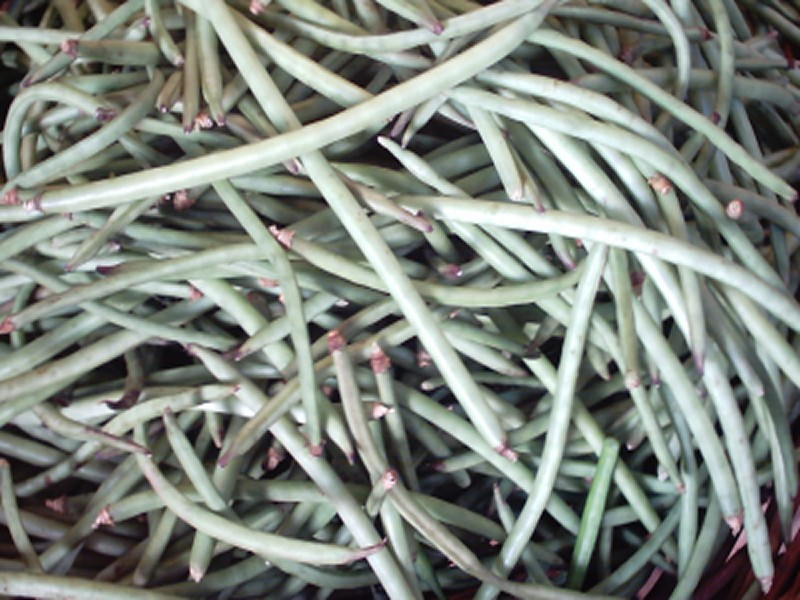
Quả đậu dải trắng rốn nâu
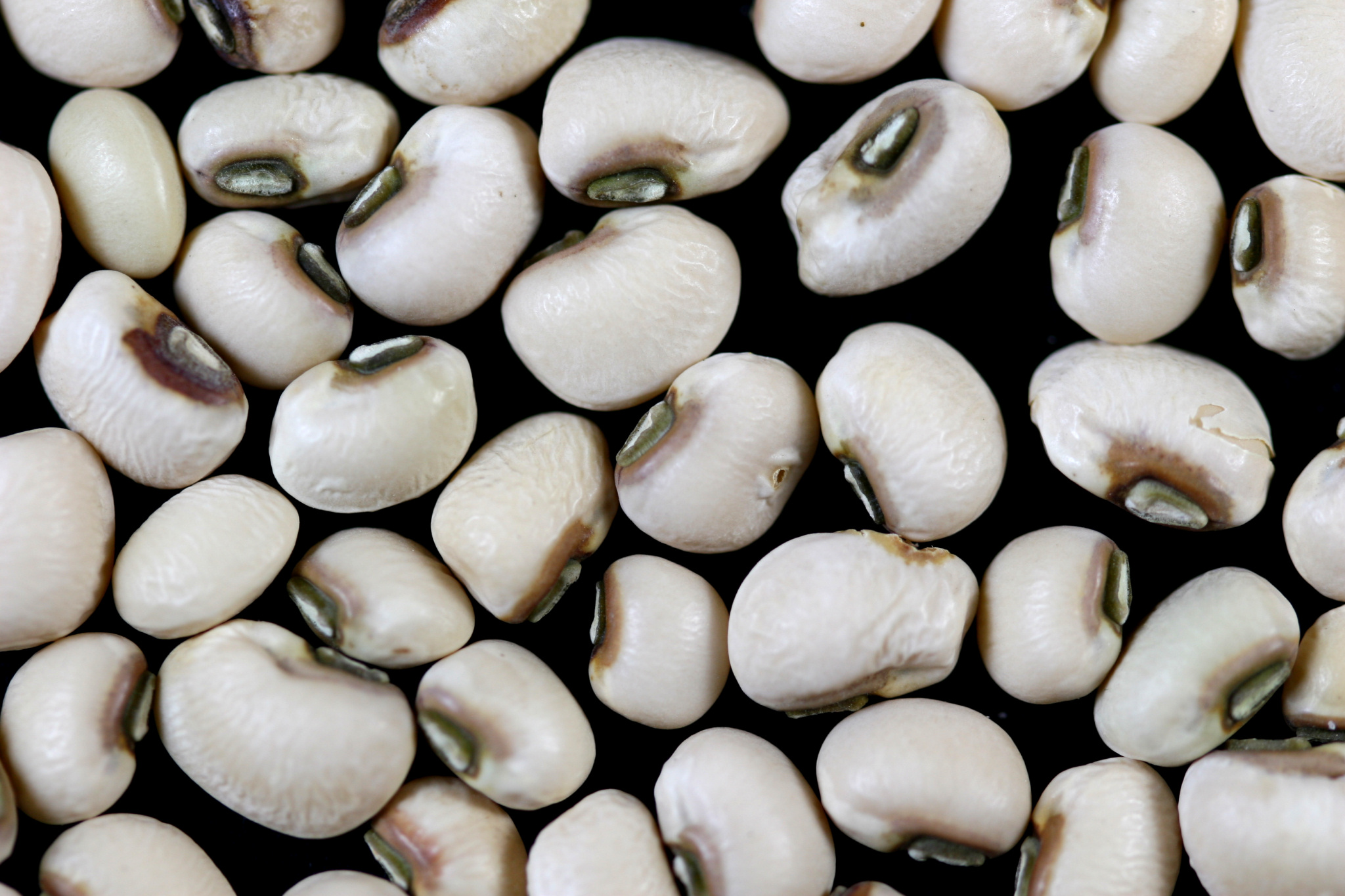
Hạt đậu dải trắng rốn nâu